# Mineralogia

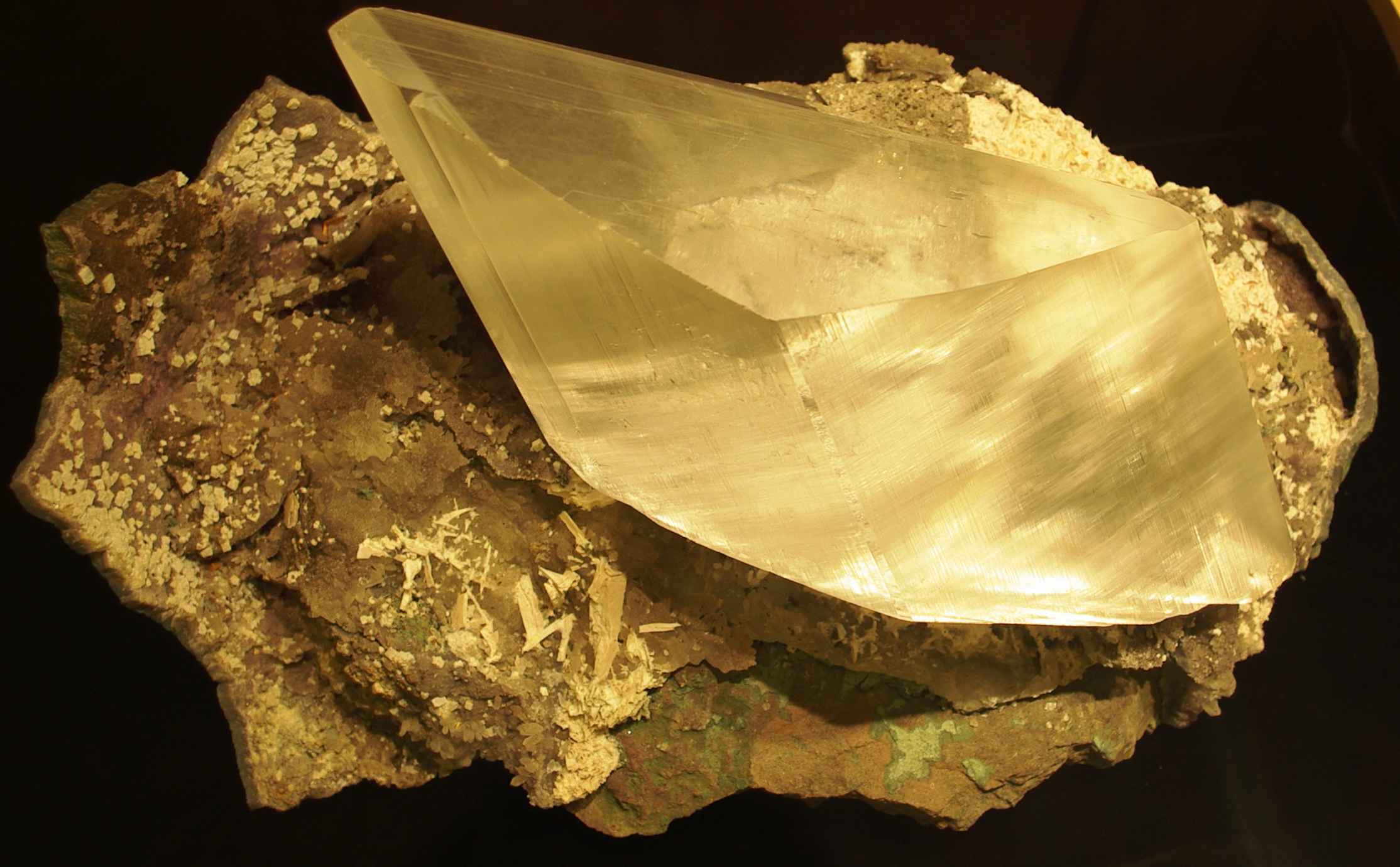
Guix selenita, un mineral.

La mineralogia és la ciència que estudia les propietats físiques i químiques dels minerals en els seus diferents estats d'agregació. No solament s'ocupa de les substàncies que formen l'escorça terrestre, sinó també els meteorits i les mostres de minerals extraterrestres. És una la branca de la geologia, però té les seves arrels històriques en la química, l'anomenada química mineral. Actualment, la física i, inclús la biologia, són disciplines de les quals es valen els estudis de mineralogia.
Per mineral s'entén una matèria d'origen inorgànic, que presenta una composició química definida, a més d'una estructura cristal·lina i que sol presentar-se en estat sòlid i cristal·lí a la temperatura mitjana de la Terra, encara que alguns, com l'aigua i el mercuri, es presenten en estat líquid. El científic que treballa en aquest camp s'anomena mineralogista.
El departament mineralogia del Museu de Ciències Naturals de Barcelona té una col·lecció de més de 25.000 exemplars, disponibles per a les necessitats de la recerca, l'exposició i la documentació.
El 2014, l'Institut d'Estudis Catalans va publicar un Vocabulari de mineralogia per normalitzar i sistematitzar la terminologia científica i els noms catalans dels minerals.
A Catalunya, el Grup Mineralògic Català publica l'única revista de temes mineralògics en català, anomenada Mineralogistes de Catalunya, ininterrompudament des de 1978.
L'estudi dels minerals es pot dividir en quatre grans grups:
- Mineralogia descriptiva: estudia l'estructura, cristal·lografia, estructura, composició química, les propietats dels minerals i fa una classificció sistemàtica
- Mineralogia determinativa: aplica les propietats fisicoquímiques i estructurals a la determinació de les espècies minerals.
- Mineralogènesi: estudia les condicions de formació dels minerals, de quina manera es presenten els jaciments en la naturalesa i les tècniques d'explotació.
- Mineralogia econòmica: desenvolupa les aplicacions de la matèria mineral, la seva utilitat econòmica, industrial, gemmologia…

Els mineraloides són minerals que poden presentar dualitat en el seu comportament.